# Sinaida Wassiljewna Doinikowa

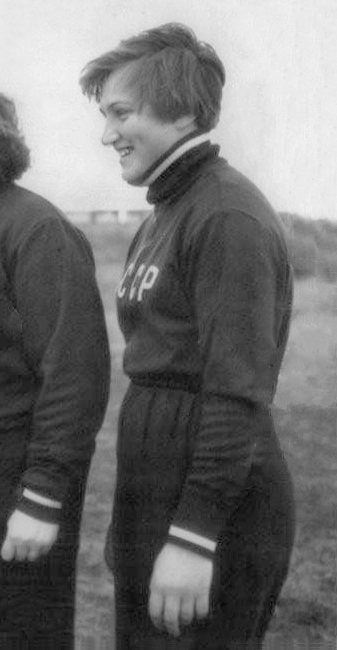
Sinaida Doinikowa bei den Olympischen Spielen 1956

Sinaida Wassiljewna Doinikowa (russisch Зинаида Васильевна Дойникова, engl. Transkription Zinaida Doynikova; * 12. September 1934 in Sankt Petersburg; † März 2011) war eine sowjetische Kugelstoßerin.
1955 gewann sie Silber bei den Weltfestspielen der Jugend und Studenten. Bei den Olympischen Spielen 1956 in Melbourne wurde sie Vierte. 
1957 holte sie Bronze bei den Weltfestspielen der Jugend und Studenten, und 1960 wurde sie Fünfte bei den Olympischen Spielen in Rom.
Ihre persönliche Bestleistung von 16,69 m stellte sie am 1. Mai 1960 in Naltschik auf.